# Myš kilikijská
Myš kilikijská (Acomys cilicicus) nebo také bodlinatka turecká je hlodavec z čeledi myšovití (Muridae) a rodu myš (Acomys). Je možné, že se jedná pouze o poddruh myši bodlinaté (Acomys cahirinus).

## Výskyt

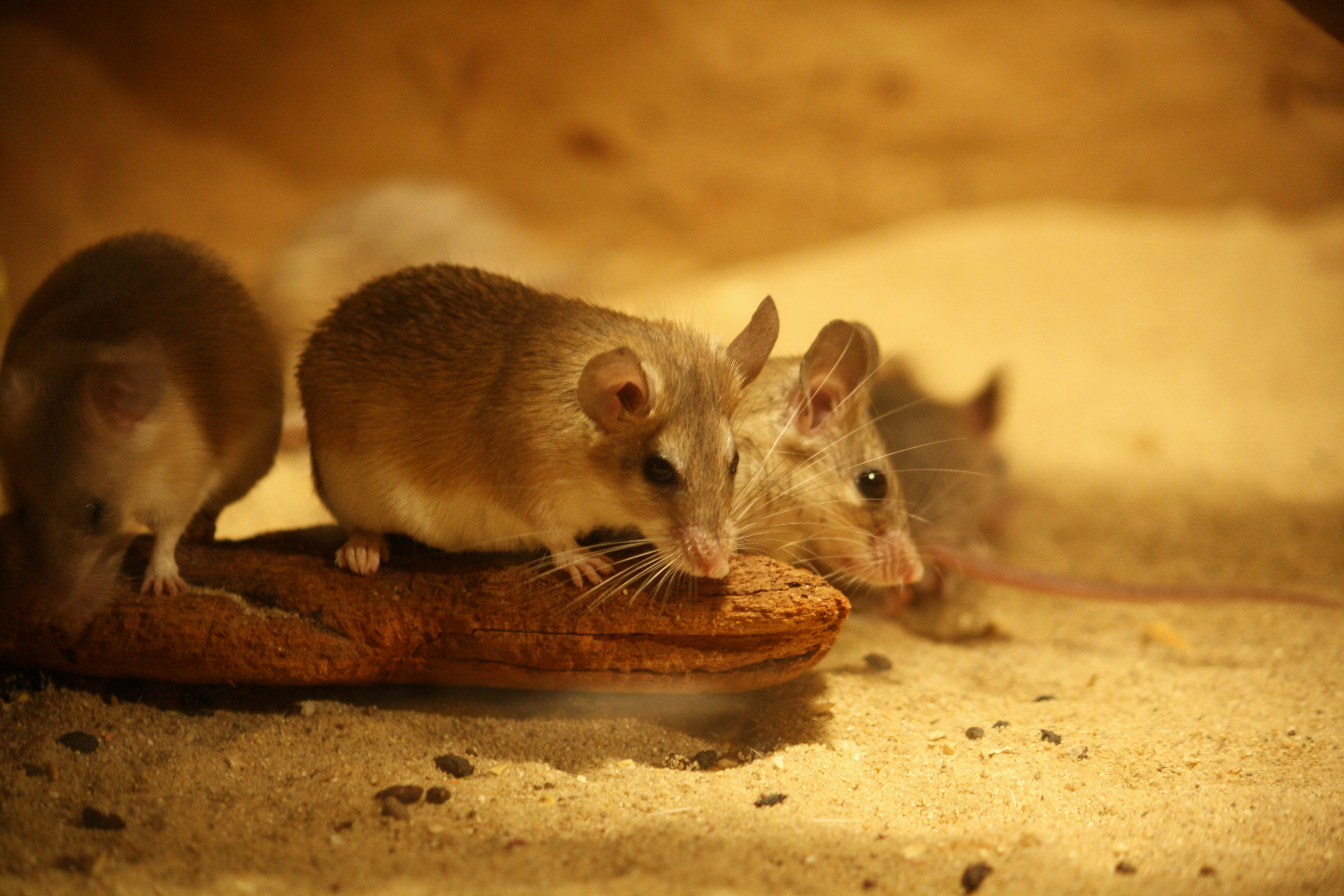
Myš kilikijská v Zoo Praha

Endemitní druh Turecka, vyskytuje se pouze v úzkém pásu na jižním/jihovýchodním pobřeží země, kde obývá skalnaté a křovinaté oblasti. O biologii tohoto druhu se mnoho neví. Je aktivní v noci a utváří skupiny, přičemž samice se společně podílejí na péči o mláďata.

## Popis
Myš kilikijská měří 104–121 mm, ocas dosahuje délky 102–117 mm. Hmotnost činí asi 48 g. Horní strana těla je tmavě šedá s fialovými odlesky, zatímco spodní partie jsou žlutavě bílé, se světle hnědými slabinami. Ocas neporůstá srst, je šupinatý. Počet chromozomů je 2n = 36.

## Ohrožení
Od roku 1996 byla myš kilikijská zařazena mezi kriticky ohrožené druhy. Dnes ji IUCN řadí do kolonky chybí údaje (DD-Data Deficient), především na základě přetrvávající pochybnosti o taxonomické platnosti druhu. Hrozby pro tento druh či populaci může představovat intenzivní rozvoj turistické infrastruktury.

## Odkazy

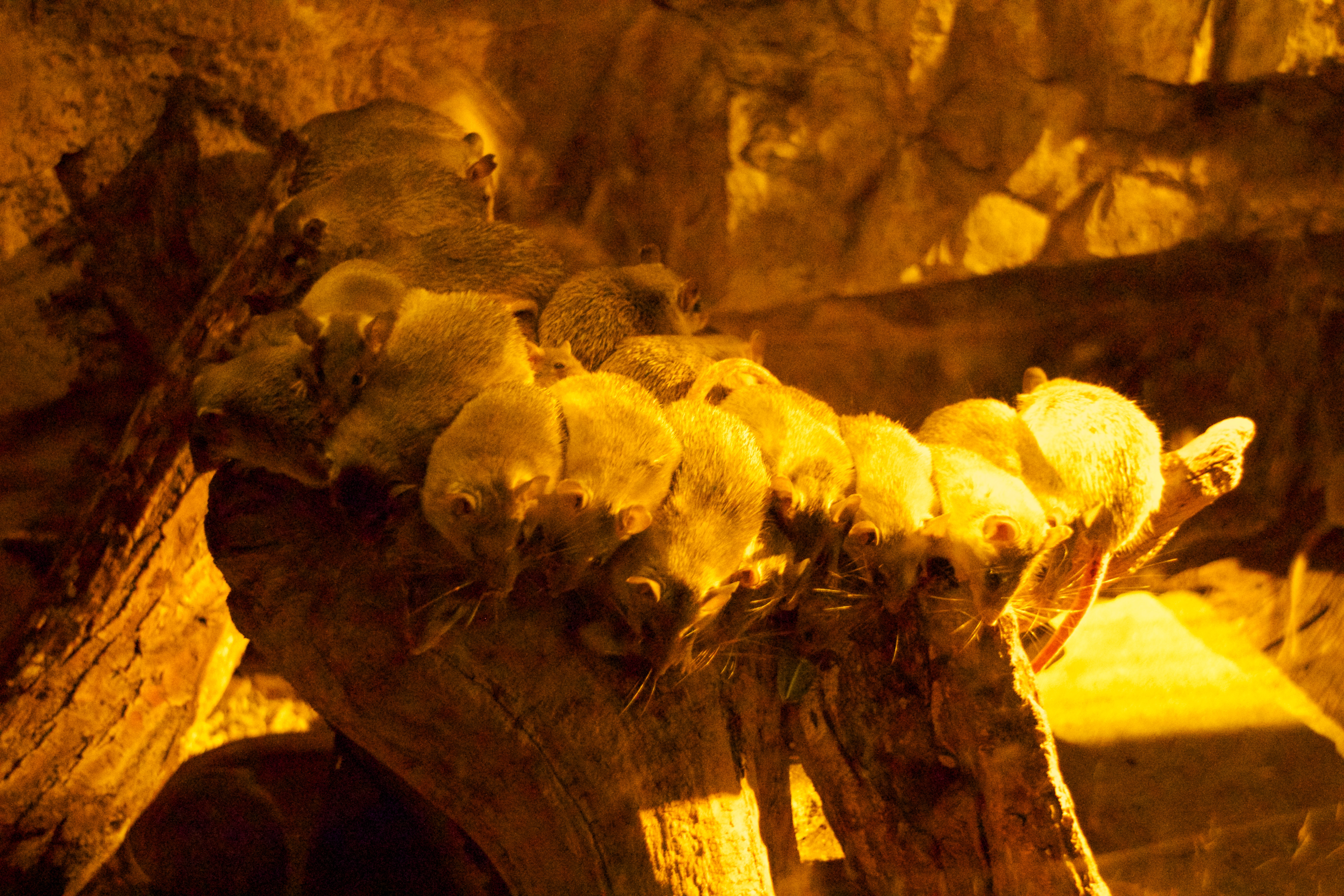
Skupina myší kilikijských, ZOO Chester

## Synonyma
- Bodlinatka kilikijská
- Bodlinatka turecká [5]